# Proszynskiana
Proszynskiana es un género de arañas araneomorfas de la familia Salticidae. Se encuentra en Asia Central.

## Etimología
El género fue nombrado en honor  de Jerzy Prószyński.

## Lista de especies
Según The World Spider Catalog 12.5:
- Proszynskiana aeluriforma Logunov & Rakov, 1998
- Proszynskiana deserticola Logunov, 1996
- Proszynskiana iranica Logunov, 1996
- Proszynskiana starobogatovi Logunov, 1996
- Proszynskiana zonshteini Logunov, 1996